# Open di Francia 2024 - Quad singolare
Il quad singolare del torneo di tennis professionistico Open di Francia 2024, facente parte della categoria Grande Slam, si è giocato dal 5 all'8 giugno 2024 allo Stade Roland Garros di Parigi, Francia.
Niels Vink era il due volte campione in carica, ma è stato sconfitto in semifinale da Guy Sasson.
Sasson ha vinto in finale contro Sam Schröder con il punteggio di 6–2, 3–6, 7–6(7).

## Teste di serie
1. Niels Vink (semifinale)

1. Sam Schröder (finale)

## Tabellone

### Legenda
| - Q = Qualificato - WC = Wild card - LL = Lucky loser | - ALT = Alternate - SE = Special Exempt - PR = Protected Ranking | - w/o = Walkover - r = Ritirato - d = Squalificato |

|  | Quarti di finale | Quarti di finale | Quarti di finale | Quarti di finale | Quarti di finale |  |  | Semifinali | Semifinali      | Semifinali      | Semifinali   | Semifinali |   |    | Finale | Finale     | Finale | Finale | Finale |  |
|  |                  |                  |                  |                  |                  |  |  |            |                 |                 |              |            |   |    |        |            |        |        |        |  |
|  | 1                | Niels Vink       | Niels Vink       | 6                | 6                |  |  |            |                 |                 |              |            |   |    |        |            |        |        |        |  |
|  | WC               | Robert Shaw      | Robert Shaw      | 3                | 3                |  |  | 1          | Niels Vink      | Niels Vink      | 2            | 3          |   |    |        |            |        |        |        |  |
|  |                  | Guy Sasson       | Guy Sasson       | 6                | 6                |  |  |            | Guy Sasson      | Guy Sasson      | 6            | 6          |   |    |        |            |        |        |        |  |
|  |                  | Heath Davidson   | Heath Davidson   | 0                | 2                |  |  |            |                 |                 |              |            |   |    |        | Guy Sasson | 6      | 3      | 7      |  |
|  |                  | Donald Ramphadi  | 3                | 6                | 6                |  |  |            |                 | 2               | Sam Schröder | 2          | 6 | 67 |        |            |        |        |        |  |
|  |                  | David Wagner     | 6                | 2                | 1                |  |  |            | Donald Ramphadi | Donald Ramphadi | 1            | 1          |   |    |        |            |        |        |        |  |
|  |                  | Andy Lapthorne   | Andy Lapthorne   | 1                | 3                |  |  | 2          | Sam Schröder    | Sam Schröder    | 6            | 6          |   |    |        |            |        |        |        |  |
|  | 2                | Sam Schröder     | Sam Schröder     | 6                | 6                |  |  |            |                 |                 |              |            |   |    |        |            |        |        |        |  |